# Bitwa pod Wytycznem

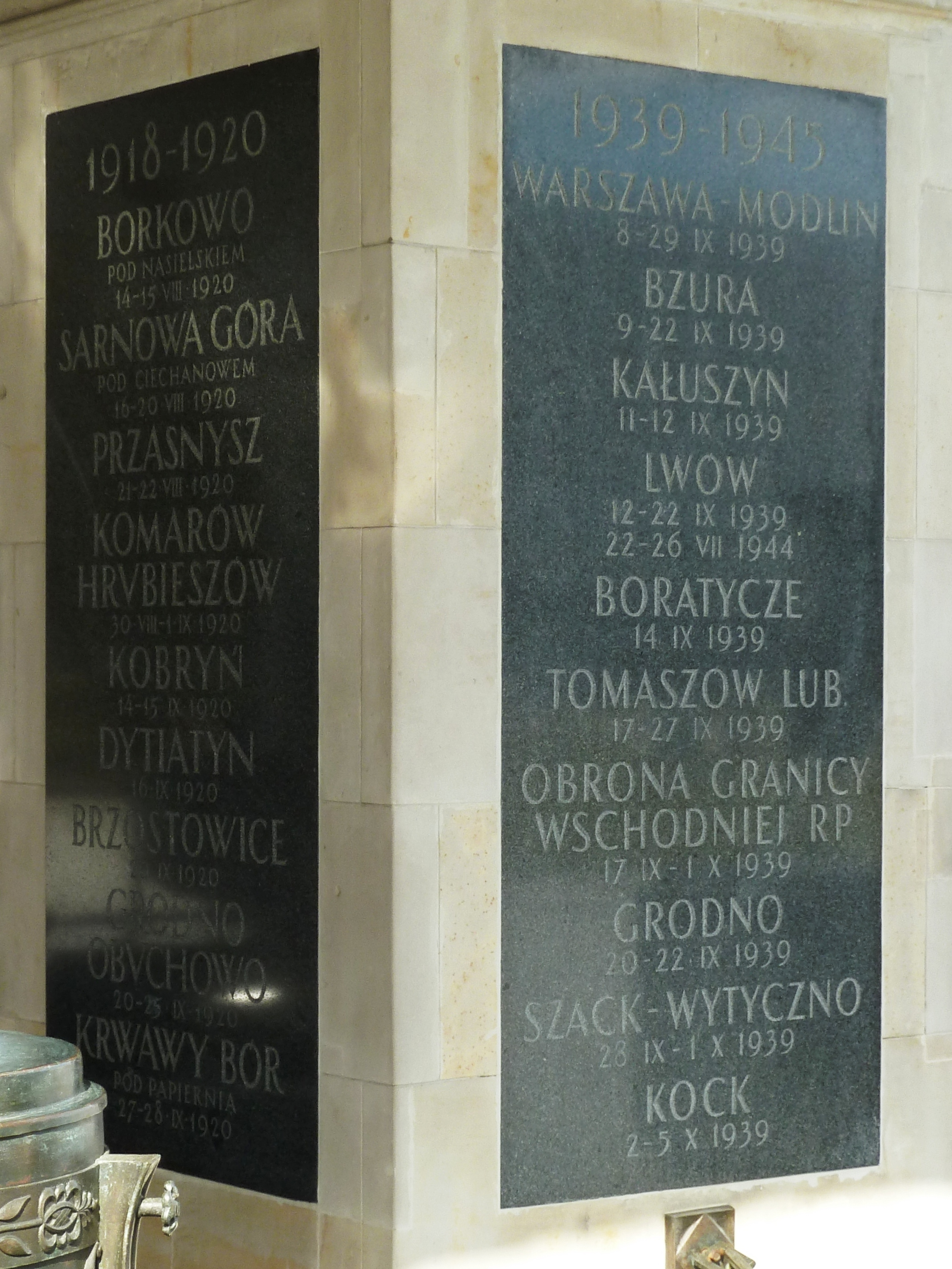
Tablica Grobu Nieznanego Żołnierza – „Szack – Wytyczno”

Bitwa pod Wytycznem – stoczona 1 października 1939 pomiędzy Zgrupowaniem KOP gen. Wilhelma Orlik-Rückemanna a Armią Czerwoną.

## Opis bitwy
Oddziały Korpusu Ochrony Pogranicza zgrupowane po walkach z Armią Czerwoną na Polesiu i Wołyniu przeszły Bug i stanęły na odpoczynek w rejonie Kosynia na północ od Chełma. 30 września grupa KOP podjęła dalszy marsz w kierunku Parczewa, aby tam dołączyć do Samodzielnej Grupy Operacyjnej „Polesie” gen. Kleeberga. Przy próbie przekroczenia szosy Włodawa – Lublin w miejscowości Wytyczno doszło jednak do walki z oddziałami pancernymi Armii Czerwonej nacierającymi od strony Włodawy.
1 października rozpoczął walkę ze zgrupowaniem 253 pułk strzelecki z 45 DS. Wzmocniony czołgami i artylerią pułk uderzył wzdłuż szosy na zachodnią część Wytyczna. Zgrupowanie przyjęło walkę. Batalion KOP „Bereźne” ubezpieczał grupę od północnego wschodu z kierunku Włodawy i od wschodu z kierunku Sobiboru. Zajął obronę nad Włodawką na odcinku od Suchawy w kierunku na południowy zachód, ubezpieczając się placówką w rejonie północnej części Dubeczna. Batalion „Rokitno” zajmował obronę w zachodniej części Wytyczna, frontem na południe. Batalion „Sarny” był rozwinięty na wschód od Wólki Wytyckiej frontem na południe. Bateria armat 75 mm stanowiska ogniowe w lesie koło Wólki Wytyckiej, a tabory i szwadron kawalerii KOP w lesie na północ od Lipniaka.
W walkach poniósł ciężkie straty batalion „Rokitno”. Batalion musiał się też wycofać z części miasta. W tym przypadku batalion „Polesie” otrzymał zadanie uderzyć na skrzydło nacierającego nieprzyjaciela. Zmęczeni żołnierze, mimo prób poderwania go do ataku przez dowodzącego batalionem ppłk. Dyszkiewicza oraz ppłk. Jurę, nie ruszyli do natarcia, a poszczególne grupy żołnierzy batalionu poddawały się.
Dowódca pułku „Sarny” ocenił, że nie utrzyma pozycji zajmowanych przez bataliony „Rokitno” i „Sarny”. W tej sytuacji gen. Orlik-Rückemann zdecydował, że o 12:00 zgrupowanie zakończy walkę i oderwie się od nieprzyjaciela w kierunku na lasy koło Sosnowicy, sztab przejdzie do lasów na południe od Parczewa. Batalion „Bereźne” wycofał się w kierunku północnego wschodu i w mocno uszczuplonym składzie dołączył do SGO „Polesie”.
Po całodziennych walkach dowódca grupy KOP rozkazał odwrót i rozwiązał grupę. Oddziały drobnymi grupami przedostały się do lasów i rozpoczęły walkę konspiracyjną.
Po walkach pod Wytycznem nieprzyjaciel w sposób bestialski obszedł się z rannymi. Rozstrzelano kilku żołnierzy, a około 300 wziętych do niewoli żołnierzy zaginęło bez śladu.

## Upamiętnienie
Walki żołnierza polskiego pod Wytycznem w II wojnie światowej zostały upamiętnione na Grobie Nieznanego Żołnierza w Warszawie napisem na jednej z tablic po 1990 r. „SZACK – WYTYCZNO 28 IX - 1 X 1939".